# La sangre del camaleón
La sangre del camaleón es una miniserie de televisión chilena producida por Inteligencia Colectiva - IC y transmitida por TVN. La producción está basada en el libro Camaleón: doble vida de un agente comunista del periodista Javier Rebolledo quien cocreó y dirige junto a Daniel Uribe y coescribe con Cecilia Ruz. Está inspirada en hechos reales ocurridos durante la dictadura militar de Augusto Pinochet, siguiendo a Mario Lara, un empresario comunista que se infiltra en el régimen militar al mismo tiempo que esconde las armas de  su partido para derrocar a Pinochet. 
Protagonizada por Daniel Alcaíno, la serie se estrenó el 10 de agosto de 2023 y cuenta con 4 capítulos de una hora cada uno.

## Argumento
La serie narra la historia de Mario Lara (Daniel Alcaíno), un exitoso empresario dueño de una cadena de tiendas de electrodomésticos llamada “El Camaleón”. Lara es también un militante comunista que utiliza su posición privilegiada para infiltrarse en el régimen de Pinochet y colaborar con la resistencia armada contra la dictadura. Lara esconde armas y explosivos en sus bodegas y las distribuye entre los grupos subversivos que planean atentados contra el gobierno. Lara tiene una doble vida que lo obliga a mentir constantemente a su familia, sus amigos y sus socios, mientras arriesga su vida y su fortuna por sus ideales políticos.
La serie muestra los distintos episodios que marcaron la historia de Chile durante los años 80, como el atentado contra Pinochet, el plebiscito de 1988, las protestas sociales, las violaciones a los derechos humanos, la corrupción, el narcotráfico y el espionaje. La serie también retrata las relaciones personales de Lara con su esposa Ana (Luciana Echeverría), sus hijos Pablo (Juan Pablo Ogalde) y Daniela (Ailen Camacho), su amante Isabel (María José Moya), su socio y amigo Pedro (Michael Silva), su jefe y enemigo Carlos (César Caillet), su contacto en el partido comunista Raúl (Héctor Morales), su rival en el negocio Alberto (Nicolás Saavedra) y su cómplice en la resistencia Juan (Ignacio Ceruti).

## Capítulos
| N.º | Título                  | Dirigido por                    | Escrito por                    | Fecha de lanzamiento original |
| --- | ----------------------- | ------------------------------- | ------------------------------ | ----------------------------- |
| 1   | «El rey de la noche»    | Daniel Uribe & Javier Rebolledo | Cecilia Ruz & Javier Rebolledo | 10 de agosto de 2023          |
| 2   | «Nada es lo que parece» | Daniel Uribe & Javier Rebolledo | Cecilia Ruz & Javier Rebolledo | 17 de agosto de 2023          |
| 3   | «El año decisivo»       | Daniel Uribe & Javier Rebolledo | Cecilia Ruz & Javier Rebolledo | 24 de agosto de 2023          |
| 4   | «La caída»              | Daniel Uribe & Javier Rebolledo | Cecilia Ruz & Javier Rebolledo | 31 de agosto de 2023          |

## Reparto
- Mario Lara (Daniel Alcaíno): Personaje principal de esta historia, es un célebre empresario, dueño de una cadena de tiendas de electrodomésticos llamada Zenit. Propietario del local nocturno más famoso de Chile, el Club Flamingo, también es hípico. A la vez, y en la clandestinidad, Mario es el bodeguero de las armas escondidas del Partido Comunista de Chile. Debe camuflarse bajo la figura de un ultraderechista, amigo de los agentes represivos y relacionado a alto nivel con autoridades de gobierno para, así, esconder su otro lado, aquel que, de conocerse, le costaría la vida. Basado en el protagonista real, Mariano Jara.
- Gina Deveraux (Luciana Echeverría): Es la vedette más importante de Chile, el sueño de numerosas generaciones de hombres y la envidia de muchas mujeres. El cuerpo deseado por todos y en quien Mario se fija para convertirla en su amante. En medio de las luces de los centros nocturnos, el casino y las carreras de caballos, ambos se enamoran. Pero Gina tiene una personalidad explosiva, mezcla el alcohol con las pastillas, entra en estados histéricos, es paranoica y violenta. Teme que Mario la deje por otra, lo cela contantemente. Parece no encontrar la paz.
- Álvaro Valenzuela (Juan Pablo Ogalde): Es el jefe operativo de la policía secreta de la dictadura. Duda de Mario, sospecha que detrás de su imagen de empresario derechista, se esconde un terrorista. Valenzuela es un tipo que, como Mario, gusta de la noche y el espectáculo. Como agente represor, se caracteriza por ser un perseguidor incansable del comunismo en todas sus formas, protagonista de algunos de los más atroces crímenes ocurridos durante los años ochenta en Chile.
- Óscar Castro (Nicolás Saavedra): Hijo de detenido desaparecido, participa como ayudante en el ocultamiento de las armas con las que el Partido Comunista busca enfrentar a la dictadura. Pese a su voluntad, sus acciones y decisiones ponen en extremo riesgo la operación, a sus compañeros y a su familia.
- Michael Silva (César Caillet): Es el jefe político del Partido Comunista en Chile. Es quien coordina con Mario Lara la operación para ocultar las armas y preparar el levantamiento popular contra la dictadura. Es un hombre prudente y calculador, que sabe moverse entre las sombras y mantener el secreto.
- Héctor Morales (Iván Álvarez de Araya): Es el encargado militar del Partido Comunista en Chile. Es quien supervisa el traslado y almacenamiento de las armas que llegan desde Cuba. Es un hombre valiente y comprometido con la causa, dispuesto a arriesgar su vida por derrocar a Pinochet.
- Daniel Candia (Tito Bustamante): Es uno de los compañeros que trabaja con Mario Lara en la bodega donde se guardan las armas. Es un hombre leal y confiable, que cumple con su deber sin cuestionar.
- Nathalie Nicloux (Malucha Pinto): Es la esposa de Mario Lara. Es una mujer conservadora y religiosa, que desconoce la doble vida de su marido. Cree que Mario es un empresario exitoso y un buen padre de familia.
- María José Moya (Ailen Camacho): Es la hija mayor de Mario Lara. Es una joven rebelde e idealista, que se opone al régimen militar y participa en protestas estudiantiles. Tiene una relación conflictiva con su padre, a quien considera un facho y un traidor.
- Daniel Antivilo (Ignacio Ceruti): Es el hijo menor de Mario Lara. Es un niño inocente y curioso, que admira a su padre y quiere seguir sus pasos. No entiende por qué su padre se ausenta tanto y por qué su familia vive con tantas precauciones.

## Producción
Sangre de Camaleón es el nombre de una serie de televisión chilena, producida por Televisión Nacional de Chile (TVN), que se basa en la historia real de Mario Lara, un empresario comunista que se infiltró en el régimen dictatorial de Augusto Pinochet y colaboró con la resistencia armada contra el mismo. La serie se transmitió por primera vez el 10 de agosto de 2023 y está compuesta por cuatro episodios de sesenta minutos de duración cada uno. La fuente de inspiración para la serie fue el libro “Camaleón: Doble vida de un agente comunista”, obra del periodista Javier Rebolledo, quien además se desempeñó como director y guionista de la serie junto con Daniel Uribe. El actor Daniel Alcaíno encarna al personaje principal, Mario Lara, quien lleva una doble vida que lo obliga a mentir constantemente a su familia, sus amigos y sus socios, mientras arriesga su vida y su fortuna por sus ideales políticos. La serie retrata los distintos acontecimientos que marcaron la historia de Chile durante la década de los ochenta, tales como el atentado contra Pinochet, el plebiscito de 1988, las protestas sociales, las violaciones a los derechos humanos, la corrupción, el narcotráfico y el espionaje. La serie contó con el financiamiento del Consejo Nacional de Televisión (CNTV) con un fondo de más de 488 millones de pesos chilenos y fue parte del bloque “Nuestras Series Chile 50”, un espacio de TVN para conmemorar los cincuenta años del Golpe de Estado a través de diversas producciones audiovisuales. El elenco de la serie estuvo conformado por reconocidos actores como Luciana Echeverría, Juan Pablo Ogalde, Nicolás Saavedra, César Caillet, Héctor Morales, entre otros.